# ジャン＝エマニュエル・エッファ・オウォナ
ジャン＝エマニュエル・エッファ・オウォナ（フランス語: Jean-Emmanuel Effa Owona、1983年12月26日 - ）は、カメルーンのサッカー選手。元カメルーン代表。ポジションはFW。

## クラブ歴
トルコのアルタイSKで選手になった後、スュペル・リグのエラズースポル、MKEアンカラギュジュ、マラティヤスポルを渡り歩いた。その後、渡仏しLBシャトールーを経てUSクレテイユ＝リュシタノに加入。ここではリーグ・ドゥに所属するFCメスへのレンタル移籍も経験した。
その後、アル・スィーリーヤSC、ハッタ・クラブと中東のクラブに在籍したあと、2012年にマレーシアのヌグリ・スンビランFAに移籍。マレーシアでの初出場となったのはスルタン・ハジ・アフメド・シャー・カップのケランタンFA戦で早速2得点を挙げ結果は2-1、クラブの1985年以来の同杯制覇に大きく貢献した。この年、マレーシア・スーパーリーグでも15得点を挙げて得点王に輝いた。2013年はトレンガヌFAに移籍。しかしながら1シーズンで退団し、マレーシア・プレミアリーグに降格したヌグリ・スンビランFAに復帰した。

## 代表歴
アルトゥール・ジョルジェ監督時代にカメルーン代表に招集されて出場した経験がある。